# 서인선
서인선(徐仁善, 1949년~)은 대한민국의 신학자이자 목회자이다. 성결대학교에서 신약신학 교수를 역임하였고 은퇴하여 현재 명예교수로 있다.
 한국복음주의신약학회 회장을 역임하였으며, 현재 한국성서연구소 소장 그리고 안양 생명의 전화 이사이다, 요한문헌 연구와 고린도 전서에 나타난 바울의 수사학연구의 전문가로 평가받는다.

## 학력
- 1964년 2월  인천중학교(졸업)
- 1969년 2월  경기공업고등전문학교(기계과, 졸업)
- 1977년 2월  성결교신학교(현, 성결대학교, 졸업, 학교장 상)
- 1979년 2월  서울신학대학대학원(성서신학전공, M.A.)
- 1986년 8월  미국, Trinity Evangelical Divinity School(M.Div., cum laude)
- 1989년 6월  미국, Lutheran School of Theology at Chicago(Th.M.)
- 1993년 6월  미국, Lutheran School of Theology at Chicago(Ph.D.)

## 경력
- 1969.2-1977.2 한국전력주식회사근무(부산화력발전소, 인천화력발전소)
- 1972.5.13-1973.5.12 군복무(육군)
- 1978.12-1982.4 (기성) 영당교회 담임전도사/목사
- 1981.5.13 목사안수(제37회 기독교대한성결교회 총회)
- 1981.10 미국, 국제전도폭발임상훈련 수료(Certificate)
- 1982.3 싱가폴, Haggai Institute 리더십훈련 과정수료(Certificate)
- 1982.4-1984.9 (기성) 중앙성결교회(서울) 부목사
- 1990.3-1994.6 미국, SBU Chicago Campus 디렉터
- 1995.3-2015.2 성결대학교 교수(신약학)
- 1998.4-1999.2 성결대학교 목회학과장
- 1998.3-2012.2 (예성) 강서교회(서울) 협동목사
- 2002.5-현재 한국성서연구소 소장
- 2004.4-2006.4 한국복음주의신약학회 회장
- 2004.3-2005.2 성결대학교 교목실장
- 2007.3-2008.2 성결대학교 신학전문대학원, 신학대학원 원장
- 2007.4-현재 안양 생명의 전화 이사
- 2012.3-2017.8 (예성) 신촌아름다운교회(서울) 협동목사
- 2017.9-현재 (예성) 참빛누리교회(안양) 협동목사
- 2013.4-2014.4 한국신약학회 감사

## 저서

### 1. 학위 논문
- (박사) "Paul's Rhetoric in 1 Corinthians 15: An Analysis" (Ph,D., Lutheran School of Theology at Chicago, 1993).
- (석사) “요한문헌으로 본 구원론 연구: 복음서와 제1서신을 중심으로” (M.A., 서울신학대학대학원, 1978.12).

### 저서
- Paul's Rhetoric in 1 Corinthians 15: An Analysis Utilizing the Theories of Classical Rhetoric (New York: Mellen Biblical Press, 1995). 박사학위 논문 출판.
- 『알기 쉬운 신약의 이해』. 공저. 안양: 성결대학교출판부, 2001.
- 『복음서 입문』. 서울: 기독교문서선교회, 2003.
- 『성결교회의 성서이해와 해석』 안양: 성결대학교출판부, 2004.
- 『성경종합시험문제집』. 편저. 안양: 성결대학교신학대학원, 2008.
- 『성결교회는 성경을 어떻게 읽는가?』. 안양: 도서출판 잠언, 2008.
- 『신약의 문을 여는 마음: 신약입문』. 파주: (주)한국학술정보, 2009.
- 『서인선 교수 회갑기념 논문집』. 편저. 안양: 기념논문집편찬위원회, 2009.
- 『바울이 디도에게 보낸 편지 바로 읽기』. 서울: 도서출판 솔로몬, 2012.
- 『현대인과 성경』. 공저. 안양: 성결대학교출판부, 2013.
- 『디모데전서』. 서울신학대학교 개교100주년기념 성서주석. 부천: 서울신학대학교, 2014.
- 『고전 수사학과 고린도전서 15장』. 안양: 도서출판 한국성서연구, 2014

## 역서
- Murray J. Harris. 『신약에 나타난 부활』. 서울: 기독교문서선교회, 1995.
- J. Harold Greenlee. 『성결에의 초대』. 서울: 도서출판 솔로몬, 1996.
- John H. Dobson. 『신약 헬라어 교본』. 서울: 도서출판 은성, 1997.
- Charles W. Carter, eds. 『현대 웨슬리 신학 II』. 공역. 서울: 대한기독교서회, 1999.
- Arthur G. Patzia. 『신약성서의 형성』. 서울: 기독교문서선교회, 2004.
- Mark L. Bailey, Tom Constable. 『신약성경의 탐험』. 공역. 서울: 기독교문서선교회, 2007.

## 논문
- "A Classical-Rhetorical Analysis of 1 Corinthians 15",『성결대학교 교수논문집』 24       (1995), 173-85.
- “마가복음 14:32-42(겟세마네 장면)의 한 연구”, 『믿음으로 일하며: 광영 한강수 장로 명       예 신학박사 취득 팔순 기념 문집』 (안양: 성결대학교, 1996), 362-75.
- “수사비평이란 무엇인가?: 신약성서와 수사비평”,『신약논단』 2 (1996), 191-214.
- “고린도전서 8:6에 대한 연구: 창조신학과 관련하여”, 『성결신학연구』 1 (1996),              237-47.
- "An Exegetical Investigation of Luke 6:20-26: The Beatitudes According to Luke"        『성결신학연구』 2 (1997), 161-73.
- "An Exegetical Investigation of Galatians 2:1-10", 『성결대학교 교수논문집』 26           (1997), 119-30.
- “이명직 목사의 성서해석”, 『성결교회와 신학』 2 (1998), 106-34.
- “첨단 기술사회와 ‘역사적 예수’”, 『한국개혁신학』 4 (1998), 233-64.
- “신약에서 본 성결교회와 세대주의”, 『성결교회와 세대주의: 성결대학교 개교 37주년 기념       세미나 논문집』 (1999), 133-50.
- "A Quest of the Messianic Self-Consciousness of Jesus", 『성결대학교 교수논문집:         신학·자연과학편』 28 (1999), 105-15.
- "An Exegetical Study of Hebrews 6:4-6", 『성결신학연구』 4 (1999), 103-13.
- “신약성서에 나타난 성화 개념”, 『신약논단』 6 (2000), 295-320.
- “21세기를 위한 복음주의 신약성서신학의 과제: 서론적 고찰”, 『성경과 신학』 28 (2000),       48-79.
- “신약에서 말하는 ‘가르침’과 ‘교육’: 새천년 성결교회의 교육을 위하여”, 『성결한 신앙과        신학: 은천 성기호 박사 60회 생신 기념논문집』 (안양: 성결대학교, 2000), 315-39.
- “생명 복제 논쟁에 대한 신약성서적 근거”, 『성결신학연구』 5 (2000), 101-11.
- "The Roman Imperial Cult and the Apocalypse 13", 『성결대학교 교수논문집: 신학         편』 29 (2000), 113-27.
- “부활체의 본질은 무엇인가?”, 『신약논단』 8/1 (2001), 149-74.
- "The Relationship Between Husband and Wife in the New Testament", 『성결신학연       구』 6 (2001), 129-40.
- "Paul's Opponents in 2 Corinthians", 『성결대학교 교수논문집: 신학·자연과학편』 30         (2001), 121-35.
- "An Exegesis of Romans 10:1-13", 『성결신학연구』 7 (2002), 107-19.
- "A Study on the Word 'Firstborn'(prwto,tokoj) in the New Testament", 『성결대학교 교       수논문집: 신학·자연과학편』 31 (2002), 121-33.
- "A Study of Romans 10:8-10: With Special Reference to the Formula Kyrios              Iesous", 『성결대학교 교수논문집: 신학·자연과학편』 32 (2003), 111-23.
- "The Message of the Cross Reminded: An Exegetical Study of 1 Cor. 1:18-25",          『성결신학연구』 8 (2003) 79-92.
- “신약성서의 통일성과 다양성: 복음주의 시각에서”, 『한국복음주의신약학연구』3 (2004),       9-48.
- "Unity and Diversity in the New Testament: An Evangelical Perspective", 『Bible &       Theology』 35 (2004), 186-223.
- “영암 김응조 목사의 성서해석”, 『한국개혁신학』 15 (2004), 300-26.
- “신약성경에서의 치유”, 『기독교문화연구』 2 (2005), 75-117.
- “종교 다원주의 논쟁에 있어 예수의 유일성: 신약성서의 관점에서”, 『한국개혁신학』 18        (2005), 93-129.
- “바울의 편지들에 나타난 기도에 대하여”, 『성결신학연구』 12 (2005), 133-68.
- “예성 100주년과 신약신학”, 『성결신학연구』 13 (2006), 127-208.
- “한국 신학교육, 이대로 좋은가?: 신약신학 과목의 교육 방법론과 커리큘럼을 중심으로”,         『성경과 신학』 40 (2006), 41-73.
- “신약윤리: ‘그리스도의 법’을 성취하라”, 『성결신학연구』 15 (2007), 65-88.
- “로마서, 어떻게 읽을 것인가?”,  『성결신학연구』 16 (2007), 99-116.
- “이신칭의”, 『성서마당』 17 (2008, 여름), 62-74.
- “‘중생’에 대한 성서신학적 조명”, 『성결신학연구』 17 (2008), 49-71.
- “신약(성경)을 어떻게 읽을 것인가?”, 『성결신학연구』 18 (2008), 57-78.
- “한국교회 성장과 성경연구”,  『성결신학연구』 19 (2009), 49-64.
- “부활에 대한 성경적 가르침”, 『성결신학연구』 20 (2009), 41-62.
- “고린도전서 6:1-11에 대한 석의적 연구: 그리스도인들 가운데 일어난 법정 소송”, 『성결       신학연구』 21 (2011), 25-52.
- “골로새서의 저작권에 대하여”, 『성결신학연구』 22 (2011), 25-45.
- “이신칭의와 선행에 대하여: 갈라디아서 및 목회서신을 중심으로”, 『성결신학연구』 23         (2011), 79-108.
- “골로새서 헬라어 본문의 한글 번역들에 대한 비교 연구”, 『성결신학연구』 24 (2012),         27-54.
- “골로새 ‘이단’에 대하여”, 『성결신학연구』 25 (2013), 63-91.

## 참고 문헌
- 김영묵, "서인선 박사의 생애와 신학", 『한국의 신학자들 2』 , 안명준 편집 (아벨서원: 2023), 490-525.

## 같이 보기
- 한국의 신학자 목록
- 예수교대한성결교회
- 기독교대한성결교회
- 성결대학교